# Mladostništvo
Mladostništvo ali adolescenca je razvojno obdobje pri človeku med otroštvom in odraslostjo. Kronološke opredelitve in stroka pri določanju spodnje in zgornje meje adolescence niso enotne. Začne se z nastopom pubertete in konča z vstopom v odraslost, torej približno med 11. (za dečke 13.) in 20.- 24. letom starosti. Beseda »adolescenca« izvira iz latinskega pridevnika »adolescens«, doraščajoči

## Razvojni mejniki mladostništva
Adolescenca se pri dekletih začenja z enajstim letom in traja do šestnajstega, pri fantih to obdobje traja od dvanajstega do osemnajstega leta. Razvojno obdobje adolescence delimo na dve stopnji - predpuberteto in puberteto. Kot prehod med otroštvom in adolescenco velja nastop pubertete, ki pomeni doseganje reproduktivne zrelosti in ga kažejo navzven očitni znaki: hitra telesna rast (t. i. rastni sunek) ter razvoj sekundarnih spolnih znakov. Čeravno ne nastopi pri vseh posameznikih v istem obdobju, pa gre za opazen in individualno jasen vstopni mejnik. Velja, da pri dekletih nastopi prej kot pri dečkih.
Nastop in vrhunec rastnega sunka se pri dekletih začne malo pred 11. letom starosti in doseže vrhunec pri 12 letih; za dečke pa velja, da nastopi okoli 13. leta in doseže vrhunec pri 14. letih.
Na drugem koncu smo soočeni z večjimi težavami pri opredelitvah. Težko je jasno določiti, kdaj je nek posameznik psihološko odrasel. V splošnem lahko trdimo, da je posameznik odrasel, ko je
- (1) sposoben samostojno preživeti ter hkrati
- (2) poskrbeti za reprodukcijo vrste (ustvariti družino, skrbeti za naraščaj),

torej ko izvaja obe funkciji (brez težav ali regresij). Sredi 20. stoletja in vse do 70. oziroma 90. let (odvisno od družbenega konteksta) so konec adolescence in prehod v odraslost strukturirale srednje šole (matura kot zrelostni izpit), dandanes pa so ti prehodi mnogo manj jasni.
Ali se bo večina populacije pri določeni starosti npr. zaposlila oziroma ali si bo ustvarila družino ali pa bodo te značilnosti močno razpršene ter kako se funkciji odraslih konkretizirata v neki družbi, je močno odvisno od razmerij znotraj te družbe, kulture, od navad ipd. Danes odraslost subjektivno označuje samostojnost odločanja o sebi in svojih dejanjih, ekonomska neodvisnost in samostojno življenje.

## Razvojne naloge
Za uspešen socialni razvoj in subjektivno zadovoljstvo mora mladostnik v obdobju adolescence obvladati skupek znanj, spretnosti in načinov vedenja, da bi se kot posameznik razvil v zrelega odraslega. Med pomembne razvojne naloge, ki jih mora mladostnik usvojiti sodi sprejemanje hitrih telesnih sprememb, doseganje čustvene neodvisnosti, oblikovanje socialne spolne vloge, oblikovanje odnosov z vrstniki, razvoj odgovornega vedenja, poklicni cilji, partnerstvo in družina, vrednostne usmeritve.

## Razvoj identitete v mladostništvu
Splošno prepričanje je, da je adolescenca razvojno obdobje, čas, ko mladostnik oblikuje svojo  identiteto. Oblikovanje identitete je psihološki proces, v katerem se posameznik opredeli glede lastnosti in značilnosti, za katere verjame, da predstavljajo njega samega. S poudarkom na razumevanju samega sebe in razumevanju lastnih usmeritev v prihodnosti. Mladostnik v tem obdobju kot pomemben del v strukturi identitete oblikuje »pojem o sebi«, ki združuje vrsto značilnosti, lastnosti, stališč, vrednot, sposobnosti za katere je prepričan, da ga opredeljujejo. Pri mlajših mladostnikih »pojem o sebi« vsebuje predvsem socialne in značajske lastnosti (sem lepa, sem pameten), pri starejših mladostnikih pa so izpostavljeni individualni cilji in načrti za prihodnost.
Vrednostni vidik pojma o sebi je »samospoštovanje«, ki v povezavi s čustvi izraža odnos do lastne vrednosti. V adolescenci se samospoštovanje kot vrednostna sodba nanaša na lastno učno uspešnost, telesne sposobnosti, socialno vrednost, na všečnost do nasprotnega spola, raznovrstna prijateljstva. Stopnja samospoštovanja med mladostniki je zelo različna. V šoli manj uspešni mladostniki imajo nižje samospoštovanje, višje pa mladostniki iz materialno dobro stoječih družin. V razvojnem obdobju adolescence mladostnik potrebuje čas, da kot opazovalec lastnih sprememb, psiholoških in na svojem telesu, vse te spremembe poveže v celoto, v identiteto jaza. Mladostniki sprejme samega sebe, lastno individualnost.
Dosežene identiteta mladostnika ni nekaj končnega, vsebuje zmožnost ponovne opredelitve. Lahko se dopolni, popravi, spremeni glede na družbeno vlogo in pojmovanje samega sebe kot posameznika v družbi. Ponovno opredeljevanje pa je v tesni povezavi z uspešnostjo obvladovanja identitetne krize v mladostništvu.

## Odnosi v mladostništvu
Mladostnik v obdobju adolescence količinsko in kakovostno spremeni odnose z vrstniki, drugimi člani družine, starši in z ljudmi v okolju v katerem živi. V komunikacijo s širšim okoljem vlaga veliko energije in koncentracije. Prednostna razvojna naloga mladostnika je osamosvajanje od staršev in ustvarjanje odnosov z vrstniki. V ospredju so prijateljstva in intimnimi odnosi s partnerji. Število in intenzivnost konfliktov med mladostnikom in starši je v obdobju mladostništva večje. Razumljivo je, da mladostnik in starši ne delita istih pogledov na različne življenjske situacije. Običajno so različna mnenja in razhajanja občasna do zmerna in imajo pozitivno vlogo pri osamosvajanju mladostnika. Vzporedno pa oblikovanje odnosov z vrstniki pomembno vpliva na mladostnikovo osamosvajanje od družine in na oblikovanje lastne identitete, na njegovo vedenje, socialne spretnosti, zmanjšanje mladostniškega egocentrizma in na razvijanje  njegovih odnosov z nasprotnim spolom. Prijateljstva v tem obdobju temeljijo na zaupanju, iskrenosti, odprtosti, čustveno so zelo nabita in intenzivna. V zgodnjem obdobju mladostništva so na prvem mestu telesna privlačnost in prvi vtis, ki ga naredijo na vrstnika, v srednjem prijateljstvo, intimnost, ljubezen, spolne izkušnje, v poznem obdobju adolescence pa razumevanje, skupni interesi, intimnost in podobni načrti za prihodnost.

## Osamosvajanje od staršev
Mladostnik v procesu osamosvajanja od staršev preizkuša lastne vzorce vedenja. Spremembe v odnosu mladostnik in starši se odražajo v izmenjavi konfliktov in čustvene povezanosti. Svojo različnost od staršev mladostnik med drugim dokazuje z odklanjanjem starševskih nasvetov in zavračanjem njihovih stališč. Svojo voljo izraža z lastnimi vzorci vedenja, z izbiro glasbe, ki jo posluša, z uporabo slenga, govorice mladih, s spremenjenim zunanjim, videzom, ki ga poudarja z drugačno pričesko ali modnim slogom. Mladostnik odnose z vrstniki umešča na prvo mesto. Na čustvenem področju se v obdobju osamosvajanja mladostnikova potreba po čustveni opori in psihološki bližini staršev zmanjšuje. Vzporedno pa se povečuje mladostnikovo hotenje po oblikovanju lastnih stališč, lastnega sistema vrednot, ki se razlikuje od starševskega. Pomemben del osamosvajanja mladostnika od staršev je njegovo spoznanje, da so starši osebnosti, ki imajo svoja prepričanja, dobre in slabe lastnosti, da niso idealni in da je starševstvo le ena od socialnih vlog, ki jih starši kot posamezniki opravljajo.  

## Odnosi z vrstniki
V obdobju mladostništva postajajo odnosi mladostnika s posamezniki podobne starosti, podobnih pogledov in prepričanj vse bolj pomembni. Za mladostnika je značilno, da si z vrstniki izmenjuje čustva, razpoloženja in doživljaje. Mladostnika z vrstniki povezujejo osebnostne značilnosti, skupni interesi in želje, z njimi razpravlja o prihodnosti in svojih ciljih. Z vrstniki si deli in pridobiva informacije o tistih področjih svojega življenja o katerih se s starši bolj malo ali redko pogovarja. Mladostnik z vrstniki veliko komunicira. Številni telefonski pogovori brez konca in kraja so ena najpomembnejših mladostnikovih socialnih dejavnosti. Pogovori na daljavo, množica elektronskih sporočil so pokazatelj priljubljenosti posameznika in hkrati dokaz kako visoko je mladostnik uvrščen v skupini vrstnikov. Mladostnik z vrstniki preživi veliko prostega časa, skupaj sodelujejo v različnih športnih in drugih aktivnostih. Skupno druženje in preživljanje prostega časa močno vpliva na mladostnikov socialni razvoj.
Vrstniki lahko tudi negativno vplivajo na mladostnika, če ga zavračajo, odrivajo iz družbe ali mu namenjajo žaljive opazke in se iz njega norčujejo.

## Prijateljstva
Pomemben del mladostnikovega življenja so prijatelji in prijateljstva. Prijateljske zveze so običajno čustveno tesne in psihološko močne. Prijateljstva v razvojnem obdobju mladostništva so omejena na istospolna prijateljstva, na dekliška in fantovska. Prijateljske povezave temeljijo na podobnih osebnostnih lastnostih, značilnostih, podobnih interesih in pogledih na prihodnost. Mladostnikovi pogovori s prijatelji so odkriti, zaupni, iskreni. Prijatelji se pogovarjajo o doživljanju in razumevanju lastnih čustev, dojemanju in spoznavanju intimnih plati življenja, razmišljajo o prihodnosti, o konfliktnih situacijah, delijo si nasvete in izmenjujejo informacije o tem kakšen vtis o mladostniku imajo prijatelji.
Dekliška prijateljstva v razvojnem obdobju mladostništva so tesna, notranje povezana in intimna. Prijateljstva med fanti, povezujejo jih skupno zanimanje in skupne dejavnosti, so v primerjavi z dekliškimi bolj številčna.

## Egocentrizem v mladostništvu
Mladostniški egocentrizem običajno povezujemo s predstavo namišljenega občinstva in osebne zgodbe. Mladostnik namreč zelo pogosto intenzivno razmišlja o tem kako ga vidijo drugi in kakšen vtis naredi na svoje vrstnike. Obratno tudi njegovi  vrstniki razmišljajo predvsem o tem kakšen vtis naredijo na druge. Mladostniki so v bistvu opazovalci, predvsem in najprej opazujejo sebe in precej manj druge. Mladostnik sebe postavlja v središče dogajanja, na oder. Pri tem se ne zaveda, da njegovi vrstniki in drugi posamezniki o njem ne razmišljajo toliko in na tak način kot on sam. Po drugi strani mladostnik o sebi ustvarja svojo osebno zgodbo. Idealizira svoje lastnosti in zgrešeno verjame, da je kot posameznik nekaj posebnega, izstopajočega in da ima edinstvene sposobnosti, ki mu omogočajo, da se znajde v vsaki situaciji. Nekateri mladostniki se tako izpostavljajo različnim pozitivnim in negativnim vplivom okolja in do skrajnosti preskušajo svoje telesne zmožnosti.
Nerealne predstave o sebi vplivajo na mladostnikovo prepričanje, da ga nihče ne razume in da zanj v družbi veljajo drugačna socialna pravila.

## Adolescenca skozi zgodovino
Večina tradicionalnih družb mladostnikom kot osebam v težavnem obdobju ne namenja veliko pozornosti. Prehod iz otroške dobe v odraslost je pogosto pospremljen z rituali, ki simbolno označujejo prehod iz enega starostnega obdobja v drugo. Prehod z rituali je reintegracija - ponovno doseganje ravnovesja osebnosti - mladostnika v družbo, vendar z novim spremenjenim statusom.
Proti koncu 18. stoletja je tudi v "zahodnih" družbah veljalo, da otrok prestopi v odraslo dobo s prevzemom obveznosti in dolžnosti, ki mu jih narekuje družbeni razred kateremu pripada. V tem času umetnostne, literarne in slikarske, upodobitve prikazujejo otroke kot "majhne odrasle" oblečene v enaka oblačila kot odrasli.
Ob izteku 19. stoletja so v nekaterih evropskih državah, predvsem v Nemčiji, Angliji, Franciji, globoke ekonomske in socialne spremembe vplivale na položaj in življenjske pogoje odraščajočih. Spremeni se pogled na pomen izobraževanja, ki postaja vse bolj pomembno. Povečuje se število šol in različnih izobraževalnih ustanov, podaljšuje se obdobje učnih praks in izobraževanja. Vzporedno doživljamo razcvet literature o adolescenci in za adolescente, nastajajo nove institucije, združbe in organizacije namenjene samo mladim in za mlade, taborniki, skavti ... .
Kot odgovor na nujnost ustvarjanja identitete v novem življenjskem razvojnem obdobju adolescenca dobi drugačen družbeni pomen. Del strokovne javnosti se s takšno opredelitvijo adolescence ne strinja, češ da je faza adolescence izum moderne družbe, ki  negativno vpliva na mlade, v smislu podaljševanja obdobja dozorevanja.